# Finland op het Eurovisiesongfestival 2021
Finland nam deel aan het Eurovisiesongfestival 2021 in Rotterdam, Nederland. Het was de 54ste deelname van het land aan het Eurovisiesongfestival. Yle was verantwoordelijk voor de Finse bijdrage voor de editie van 2021.

## Selectieprocedure
De Finnen kozen hun inzending voor 2021 wederom via een nationale finale. Geïnteresseerden konden zich van 1 tot en met 7 september 2021 inschrijven voor Uuden Musiikin Kilpailu 2021. Op 21 januari 2021 gaf de Finse openbare omroep de lijst met kandidaten vrij. Tussen 14 en 22 januari 2021 werden de nummers vrijgegeven. Uuden Musiikin Kilpailu 2021 vond plaats op 20 februari 2021. Een internationale vakjury stond in voor een kwart van de punten. Het grote publiek bepaalde de overige 75% van de punten. Uiteindelijk ging Blind Channel met de zegepalm aan de haal.

## Uuden Musiikin Kilpailu 2021
20 februari 2021
| Plaats | Artiest                   | Lied                                 | Jury | Publiek | Totaal |
| ------ | ------------------------- | ------------------------------------ | ---- | ------- | ------ |
| 1      | Blind Channel             | Dark side                            | 72   | 479     | 551    |
| 2      | Teflon Brothers & Pandora | I love you                           | 30   | 150     | 180    |
| 3      | Ilta                      | Kelle mä soitan                      | 48   | 101     | 149    |
| 4      | Oskr                      | Lie                                  | 62   | 53      | 115    |
| 5      | Aksel Kankaanranta        | Hurt                                 | 56   | 52      | 108    |
| 6      | Danny                     | Sinä päivänä kun kaikki rakastaa mua | 22   | 38      | 60     |
| 7      | Laura Põldvere            | Play                                 | 4    | 9       | 13     |

## In Rotterdam
Finland trad aan in de tweede halve finale, op donderdag 20 mei 2021. Blind Channel was als veertiende van zeventien acts aan de beurt, net na Victoria uit Bulgarije en gevolgd door Samanta Tīna uit Letland. Finland eindigde uiteindelijk op de vijfde plaats met 234 punten en wist zich zo verzekerd van een plaats in de finale.
In de finale was Blind Channel als zestiende van 26 acts aan de beurt, net na Jendrik Sigwart uit Duitsland en gevolgd door Victoria uit Bulgarije. Finland eindigde uiteindelijk op de zesde plaats, met 301 punten.